# Nelson Mandelastadion
Het Nelson Mandelastadion is een multifunctioneel stadion in Baraki, een stad in Algerije. 

## Bouw
Het stadion wordt vanaf 2010 gebouwd. Na de voltooiing moet dit één van de grootste stadion van Algerije en Noord-Afrika zijn. Het stadion wordt gebouwd door de China Railway Construction Engineering Group en Jinggong Steel. De kosten voor de bouw zijn geschat op 280 miljoen euro. Het plan was aanvankelijk om het stadion op te leveren in 2015, dit werd later verschoven naar 2017. Het stadion moet voldoen aan alle eisen die de FIFA stelt. Sinds de start van de bouw zijn deze eisen strenger geworden waardoor de bouw vertraging opliep. In 2020 werd er echter nog steeds gebouwd. Op 6 mei 2022 kondigde de voorzitter van USM Alger, Djelloul Achour, aan dat werkzaamheden bijna klaar waren en dat de club van het stadion gebruik gaat maken, ook omdat het oude stadion daarvoor niet meer geschikt is. Het veld zal 105 bij 68 meter groot worden en er zullen ongeveer 40.000 toeschouwers in passen.

## Gebruik
Het is de bedoeling dat de voetbalclub CR Belouizdad er gebruik van gaat maken. Ook het Algerijns voetbalelftal kan er gebruik van maken, voor interlandwedstrijden. Het stadion wordt in 2023 gebruikt voor het African Championship of Nations 2022.